# ويلي هنيغ
ويلي هنيغ (بالألمانية: Willi Hennig)‏ (و. 1913 – 1976 م) هو أحيائي، وعالم حشرات، وكاتب، وعالم حيواني، وأستاذ جامعي ألماني، وكان عضوًا في الأكاديمية الألمانية للعلوم ليوبولدينا، والأكاديمية الملكية السويدية للعلوم، توفي في لودفيغسبورغ، عن عمر يناهز 63 عاماً.

## التعليم
تعلم في جامعة لايبتزغ.

## جوائز
حصل على جوائز منها:
- ميدالية لينيان (1974).

## روابط خارجية
- ويلي هنيغ على موقع الموسوعة البريطانية (الإنجليزية)